# Flora Danica

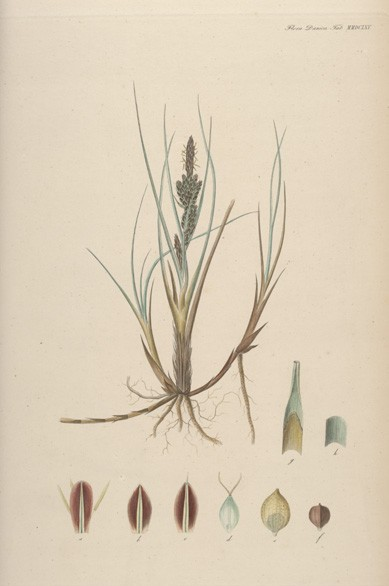
Carex trinervis Degl. Plancha 2665 de la Flora Danica, parte 45 (1861).

La Flora Danica es un atlas comprensivo de botánica producto de la edad de la Ilustración, comprende los cuadros foliados de todas las plantas silvestres nativas de Dinamarca hacia 1874.
En 1753 fue propuesta por G.C. Oeder, después profesor de botánica en el Jardín botánico de Copenhague y terminada 123 años más tarde, en 1883. El trabajo completo abarca 51 partes y 3 suplementos, comprende 3240 planchas grabadas en cobre. El plan original era cubrir todas las plantas, incluyendo las briofitas, los líquenes y los hongos nativos de Dinamarca, Schleswig-Holstein, Oldenburg-Delmenhorst y Noruega con sus dependencias Islandia, las Islas Feroe y Groenlandia del Atlántico Norte. Sin embargo, los cambios fueron realizados debido a las cesaciones territoriales durante el período de publicación. Después de 1814, cuando la monarquía doble de Dinamarca-Noruega fue suprimida, muy pocas plantas noruegas se habían incluido, y los cambios similares fueron considerados después de 1864, a la cesión de los ducados de Schleswig-Holstein. Sin embargo, a mediados del siglo XIX, el Nordiske Naturforskermøde en Copenhague propuso hacer de Flora Danica una obra escandinava. Así, se publicaron tres volúmenes suplementarios, comprendiendo las plantas noruegas restantes y las plantas más importantes que existían solamente en Suecia. 

## Editores en el tiempo
|                                                    | Años      | Fascículos           | Planchas            |
| -------------------------------------------------- | --------- | -------------------- | ------------------- |
| George Christian Oeder                             | 1761-1771 | 1-10                 | 1-600               |
| Otto Friedrich Müller                              | 1775-1782 | 11-15                | 601-900             |
| Martin Vahl                                        | 1787-1799 | 16-21                | 901-1260            |
| Jens Wilken Hornemann                              | 1806-1840 | 22-39                | 1261-2340           |
| Salomon Drejer, Joakim Frederik Schouw y Jens Vahl | 1843      | 40                   | 2341-2400           |
| F. Liebmann                                        | 1845-1853 | 41-43 y suplemento 1 | 2401-2580 & S1-60   |
| Japetus Steenstrup y Johan Lange                   | 1858      | 44                   | 2581-2640           |
| Johan Lange                                        | 1861-1883 | 45-51 & Suppl. 2-3   | 2641-3060 & S61-180 |

- Wikimedia Commons alberga una galería multimedia sobre Flora Danica.

- Datos: Q978490
- Multimedia: Flora Danica / Q978490
- Especies: Flora Danica